# Niederlindhart
Niederlindhart ist ein Ortsteil des Marktes Mallersdorf-Pfaffenberg im niederbayerischen Landkreis Straubing-Bogen. Bis 1978 bildete es eine selbstständige Gemeinde.

## Lage
Das Kirchdorf Niederlindhart liegt an der Kleinen Laber etwa einen Kilometer südöstlich von Pfaffenberg an der Bahnstrecke Neufahrn–Radldorf. Der Nachbarort Oberlinthart liegt etwa einen Kilometer südwestlich von Niederlindhart.

## Geschichte
Im Mai 740 traf der heilige Bonifatius seinen Vetter, den heiligen Willibald, in Linthart. Zu jener Zeit dürfte die Kirche in Oberlindhart, die Johannes den Täufer als Patron hat, bereits als Taufkirche bestanden haben.
1224 wird Niederlindhart als eine eigene Pfarrei urkundlich erwähnt. Im 16. Jahrhundert bestand diese nicht mehr, vielmehr wurde Niederlindhart von der Pfarrei Westen seelsorgerisch betreut. Die Pfarrei Westen wurde um 1620 dem Kloster Mallersdorf inkorporiert, seit 1803 ist sie wieder selbständig.
Zur 1818 durch das bayerische Gemeindeedikt gegründeten Gemeinde Niederlindhart im Landkreis Mallersdorf gehörten noch Hainkirchen, Klause, Roith, Baumühle und Schierlmühle. Im Zuge der Gebietsreform in Bayern wurde die Gemeinde Niederlindhart am 1. Januar 1978 in den Markt Mallersdorf-Pfaffenberg eingemeindet. Heute hat Niederlindhart 382 Einwohner.

## Sehenswürdigkeiten
In der Denkmalliste für Mallersdorf-Pfaffenberg beim Bayerischen Landesamt für Denkmalpflege sind für Niederlindhart folgende Baudenkmäler aufgeführt:
- Apostelkirche Niederlindhart: die Kirche zu den zwölf Aposteln in Niederlindhart wurde 1588 auf mittelalterlichen Fundamenten errichtet, historistische Ausmalung von 1882, 2002 renoviert.
- Hauskapelle Niederlindhart 62
- Bahnhof Niederlindhart: Empfangsgebäude des Bahnhofs Niederlindhart, zweigeschossiger Sichtziegelbau mit flachem Satteldach, um 1890/95